# A Tempestade (ópera)
A Tempestade é uma ópera em dois atos com música e libreto de Ronaldo Miranda, baseada na peça homônima de William Shakespeare. Obra escrita por encomenda da Banda Sinfônica do Estado de São Paulo, estreou no Teatro São Pedro, em São Paulo, aos 22 de setembro de 2006. A Direção Musical foi de Abel Rocha e direção cênica de William Pereira.
Escrita orquestralmente para uma banda sinfônica (não há instrumento de corda, exceto contrabaixos), tem uma estrutura musical predominantemente neotonal, alternando alguns trechos atonais, outros tipicamente líricos e algumas poucas passagens faladas. Como as óperas de Wagner, o fluxo musical é contínuo, não há divisão em árias, duetos, recitativos, etc e faz largo uso do leitmotiv. Existem algumas referências a obras de Mendelssohn entremeadas em algumas passagens da ópera.